# ホソツラナメラ
ホソツラナメラ（学名：Gonyosoma oxycephalum）は、ナミヘビ科キノボリナメラ属に分類されるヘビ。

## 分布
インドネシア、カンボジア、タイ、フィリピン南部、ベトナム、マレーシア

## 形態
体長160-230cm。体形は細長い。体色は鮮やかな緑色、尾はオレンジや褐色、灰色だが色彩は地域によって変異がある。英名は褐色やオレンジ色の尾を持つ個体がいることが由来と思われる。体鱗には隆起（キール）がなく滑らかで、縁は黒い。
頭部は細い。種小名oxycepahalaは「鋭い頭」の意で、和名のホソツラ（細面）とほぼ同義だと思われる。眼は大型で、視力は優れている。唇の鱗（唇板）は黄色や黄緑色。口内は黒く、舌は青い。

## 生態
熱帯雨林や湿地に生息する。昼行性。樹上棲で、樹上や藪の中等で生活する。危険を感じると頸部を側偏させ、口を大きく開けて威嚇する。
食性は動物食で、爬虫類、鳥類、小型哺乳類等を食べる。
繁殖形態は卵生で、1回に5-12個の卵を産む。卵は90-120日程で孵化する。

## 人間との関係
ペットとして飼育されることもあり、日本にも輸入されている。流通量はあまり多くはない。主に野生個体が流通するが、繁殖個体が流通することもある。性質が荒く人間に対しても激しく噛みついてくることがあるが、繁殖個体では慣れることもある。高さのある大型のテラリウムで飼育される。